# Арипов, Марат Сабирович
Мара́т Саби́рович Ари́пов (27 августа 1935 — 29 октября 2018) — советский и таджикский киноактёр, кинорежиссёр, народный артист Таджикистана (2008).

## Биография
Родился в Сталинабаде. Мать — народная артистка СССР, актриса и певица Туфа Фазылова.
В 1960 году окончил актёрский факультет Ташкентского театрально-художественного института имени А. Н. Островского, а в 1965 году — режиссёрский факультет ВГИКа (мастерская С. Герасимова и Т. Макаровой).
Снялся в более чем 20 картинах. В 1960 году за главную роль в фильме «Судьба поэта» об основоположнике таджикско-персидской поэзии Рудаки он получил награды Каирского фестиваля и Всесоюзного киофестиваля в Минске.
Последний раз известный актёр появился на экране в 2014 году — режиссёр Носир Саидов пригласил его на главную роль в фильме «Учитель». Спустя год за эту роль был отмечен премией 33-го Международного кинофестиваля «Фаджр» в Тегеране.
В качестве режиссёра снял шесть фильмов — «Ниссо» (1965), «В горах моё сердце» (1968), «Тайна предков» (1972), «Осада» (1977), «Стрельба дуплетом» (1979) и «Гляди веселей» (1982).
Скончался на 84-м году жизни 29 октября 2018 года в городе Душанбе после продолжительной болезни, похоронен рядом с матерью на кладбище «Лучоб». На протяжении последних двух лет жизни актёр был прикован к постели после инсульта.

### Личная жизнь
Был женат на Зое Бабицкой, от которой имел сына Андрея Бабицкого (1964—2022). Вторая жена — Геновайте Арипова, с которой у него было двое детей.

## Фильмография

### Актёр
- 1956 — Авиценна — Авиценна (озвучивает Николай Александрович)
- 1958 — Высокая должность — Анвар
- 1959 — Насреддин в Ходженте, или Очарованный принц — багдадский вор
- 1959 — Судьба поэта — Рудаки
- 1959 — Сыну пора жениться — Сайфи, художник
- 1961 — Знамя кузнеца — фигляр
- 1962 — Тишины не будет — эпизод
- 1963 — Любит — не любит — Кудрат
- 1963 — Пятеро из Ферганы
- 1964 — До завтра — Ахмед
- 1964 — Мирное время — Камиль
- 1966 — Колокол Саята — Мавлян
- 1968 — В горах моё сердце
- 1972 — Навстречу тебе — Камиль
- 1974 — Кто был ничем... — эмир Сеид Алим-хан
- 1976 — Четыре времени года
- 1977 — Осада — Джурабек
- 1979 — Стрельба дуплетом — Махмуд Хафизов
- 1981 — Любовь моя — Революция — отец Сабира
- 1981 — Преступник и адвокаты — Ризо, таксист
- 1982 — Гляди веселей — Ходжа Насреддин (озвучивает Алексей Золотницкий, поёт Олег Анофриев)
- 1983 — Чокан Валиханов — Датхо
- 1987 — Искупление
- 2014 — Учитель

### Режиссёр
- 1965 — Ниссо
- 1968 — В горах моё сердце
- 1972 — Тайна предков
- 1977 — Осада
- 1979 — Стрельба дуплетом
- 1982 — Гляди веселей

## Звания и награды
- Заслуженный артист Таджикской ССР (1960)
- Народный артист Таджикистана (2008)
- Диплом Всесоюзного кинофестиваля в Минске (1960) за роль в фильме «Судьба поэта» (1959)
- Премия Каирского кинофестиваля (1960) года за роль в фильме «Судьба поэта» (1959)
- Диплом «За лучший дебют» смотра кинематографистов Средней Азии и Казахстана за постановку фильма «Ниссо»[4].